# Jos Valentijn
Jos Valentijn (Ter Aar, 28 maart 1952) is een voormalig Nederlands schaatser. Hij was gespecialiseerd op de sprint afstanden. Tegenwoordig is hij (sport)fysiotherapeut te Heerenveen.
Hij is onder andere bekend vanwege de klungelige manier waarop hij in 1976 de wereldtitel sprint verspeelde. Na drie afstanden leidde Valentijn het klassement, met een voorsprong van 0.29 op de nummer 2, Dan Immerfall (overeenkomend met 0.58 seconden op de 1000 meter). Op de laatste 1000 meter werd Valentijn wegens 3 valse starts gediskwalificeerd. Uiteindelijk greep de Zweed Johan Granath de titel.
Valentijn is getrouwd met oud schaatsster Haitske Pijlman, en vader van oud-turnster Rikst Valentijn.

## Persoonlijke records
| Afstand    | Tijd    | Datum            | Baan      |
| ---------- | ------- | ---------------- | --------- |
| 500 meter  | 38,40   | 20 februari 1977 | Innsbruck |
| 1000 meter | 1.17,3  | 5 februari 1976  | Davos     |
| 1500 meter | 2.00,33 | 31 januari 1976  | Davos     |
| 3000 meter | 4.33,53 | 22 februari 1976 | Inzell    |
| 5000 meter | 7.58,4  | 24 januari 1971  | Inzell    |

## Resultaten
| jaar | NK Sprint | WK Sprint |
| ---- | --------- | --------- |
| 1970 | Brons     |           |
| 1972 |           | 10e       |
| 1973 | Goud      | Zilver    |
| 1974 |           |           |
| 1975 | Zilver    |           |
| 1976 | Goud      | DQ4       |
| 1977 | Goud      | 4e        |
| 1978 | Zilver    | 4e        |

- = geen deelname
DQ4 = gediskwalificeerd op de 4e afstand

### Medaillespiegel
| kampioenschap | goud | zilver | brons |
| ------------- | ---- | ------ | ----- |
| WK Sprint     | 0    | 1      | 0     |